# SeaMonkey
SeaMonkey este o platformă web care conține o suită de aplicații internet, open-source  realizat de către Mozilla Organization și care rulează pe mai multe platforme. Este un software integrat de acces la Internet, care folosește aceleași motoare ca și Mozilla Firefox sau Mozilla Thunderbird. SeaMonkey este „moștenitorul” (free software) produsului Netscape Communicator.

## Etimologie
Numele Seamonkey a fost folosit de fundația Mozilla și corporația Netscape ca nume de cod pentru browser-ul Netscape Navigator, și apoi pentru Mozilla Application Suite. La origine, Seamonkey a derivat din numele anterior, „ButtMonkey”. Din motive legate de mărcile comerciale și de drepturi de autor, Debian a rebranduit SeaMonkey care a fost distribuit ca Iceape până în 2013.

## Istoric
În 2005, Mozilla a anunțat că nu va continua dezvoltarea la Mozilla Application Suite, pentru a se putea concentra pe dezvoltarea Firefox și Thunderbird. 
Prima versiune stabilă a fost SeaMonkey 1.0, lansată la 30 ianuarie 2006 și se bazează pe același cod ca și Mozilla 1.8.

## Componente
SeaMonkey conține următoarele aplicații:

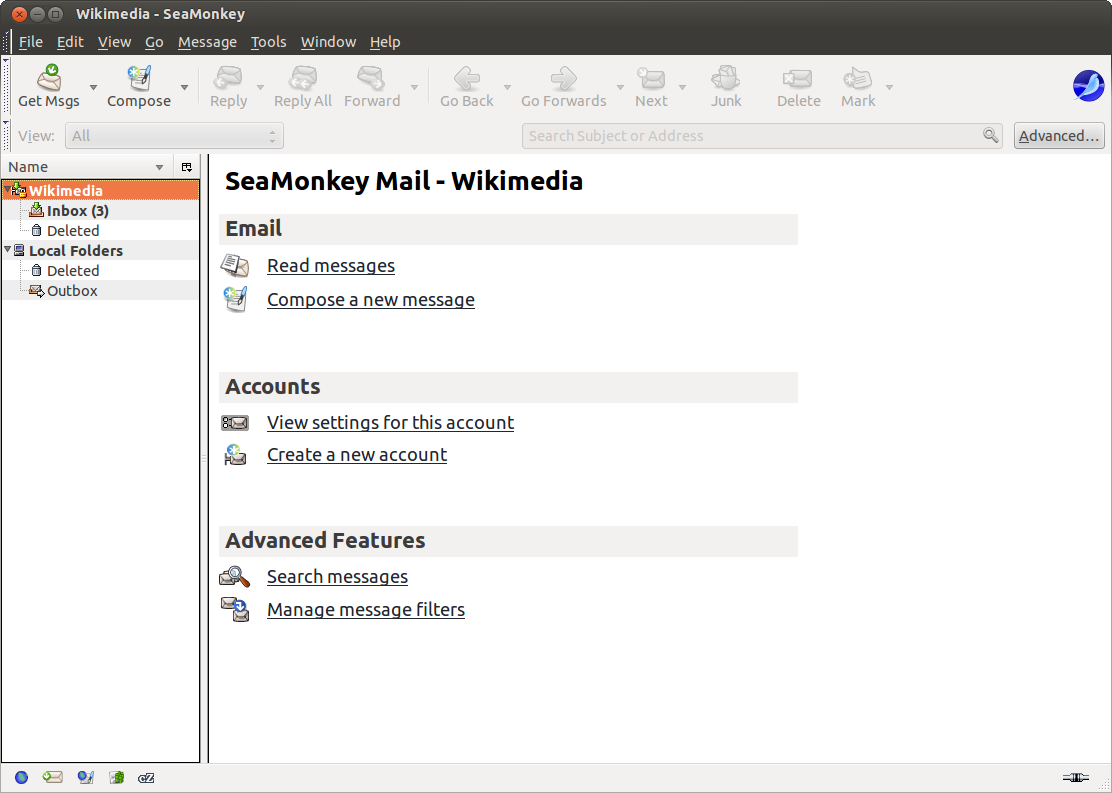
SeaMonkey Mail & Newsgroups

- web browser: SeaMonkey Navigator
- client de email
- client de știri (RSS)
- chat client IRC: ChatZilla
- editor HTML : SeaMonkey Composer

### SeaMonkey Navigator
Ca și în cazul lui Firefox, punctul puternic al browser-ului SeaMonkey, este securitatea sa înaltă. Proiectat de la bun început cu intenția de a recunoaște și respinge atacurile la securitate ce pot veni prin Internet, SeaMonkey protejează calculatorul de programele de spionaj, blocând modulele ActiveX periculoase, și oferă și un set consistent de unelte pentru navigația pe web în condiții de siguranță și protejare a sferei personale, particulare. 

## Veziși
- Fundația Mozilla